# جنگ‌افزار متعارف
جنگ‌افزار متعارف به سلاح یا جنگ‌افزارهای غیر از جنگ‌افزارهای کشتار جمعی (شیمیایی و میکروبی و اتمی) گفته می‌شود.

## تعریف و ساختار
اصطلاح جنگ‌افزار متعارف، به طور کلی به آن جنگ‌افزارهایی اشاره دارد که توانایی آسیب‌رساندن آن‌ها از انرژی جنبشی، آتش‌زا یا انفجاری ناشی می‌گردد اما در عین حال، جنگ‌افزارهای کشتارجمعی مانند(جنگ‌افزارهای هسته‌ای، بیولوژیکی، رادیولوژیکی و شیمیایی) را در بر نمی‌گیرد. جنگ‌افزارهای متعارف شامل جنگ‌افزارهای کوچک، سپرهای دفاعی و جنگ‌افزارهای سبک، مین‌های دریایی و زمینی، و همچنین بمب‌ها، گلوله‌ها، موشک‌ها، موشک‌ها و مهمات خوشه‌ای است. این جنگ‌افزارها از مواد منفجره مبتنی بر انرژی شیمیایی در مقابل انرژی هسته‌ای در جنگ‌افزارهای هسته‌ای استفاده می‌کنند.
جنگ‌افزارهای متعارف با «جنگ‌افزارهای کشتار جمعی» تفاوت دارد.

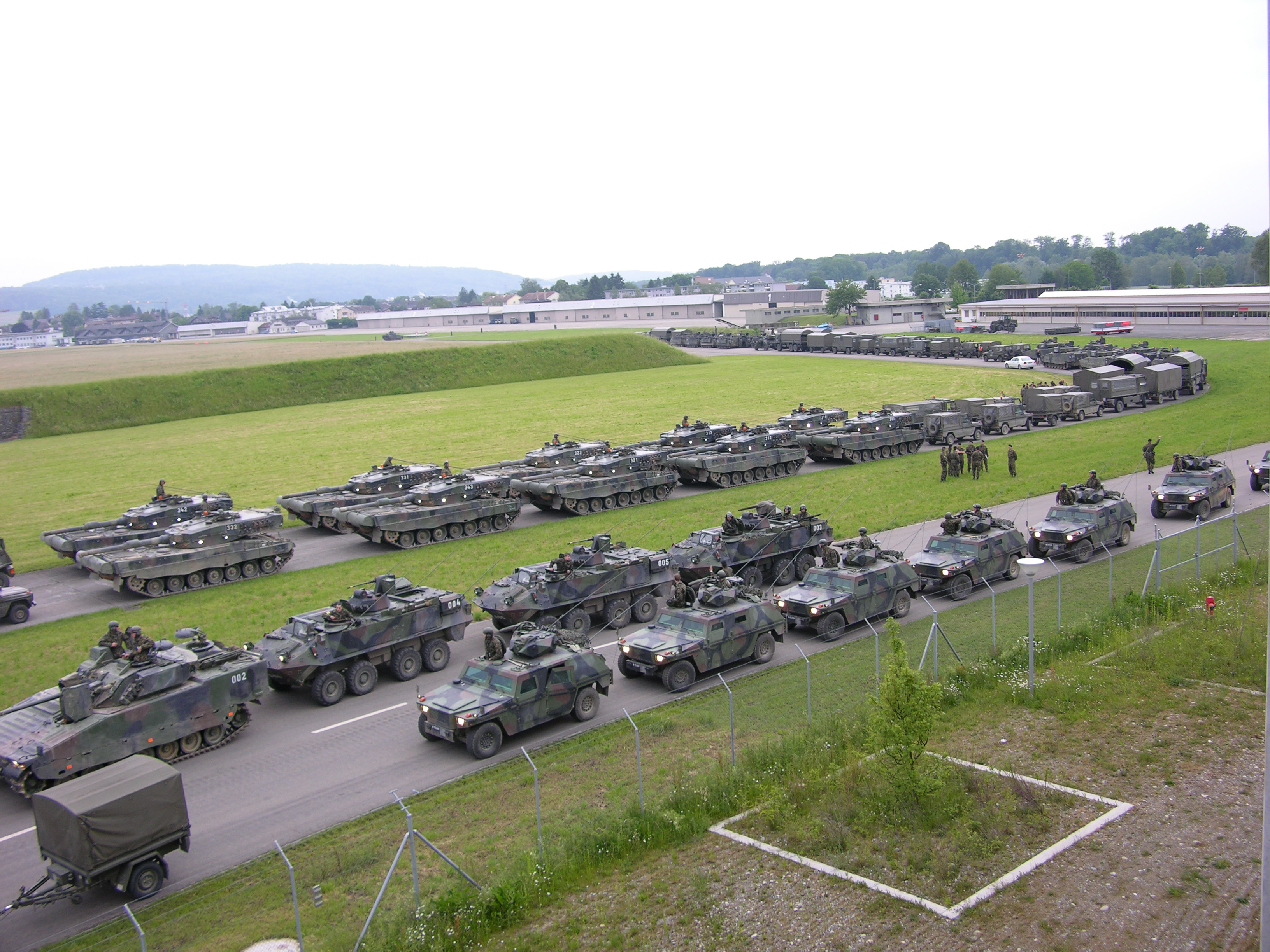
نمایی از چند تانک نظامی متعارف تیپ ۱۱ زرهی ارتش سوئیس در فرودگاه دوباندورف - ۲۰۰۷

استفادهٔ قابل قبول از همه انواع جنگ‌افزارهای متعارف در زمان جنگ تحت قوانین کنوانسیون ژنو تنظیم می‌گردد. انواع خاصی از جنگ‌افزارهای متعارف نیز تحت کنوانسیون سازمان ملل در مورد برخی جنگ‌افزارهای متعارف تنظیم یا ممنوع شده‌اند. سایر موارد تحت کنوانسیون مانند جنگ‌افزارهای خوشه‌ای، طبق معاهده اتاوا (همچنین به عنوان معاهده منع مین شناخته می‌شود) و معاهده تجارت تسلیحات ممنوع هستند.